# Stan Stane
La Stan Stane (« Pierre Debout ») est le nom d'un mégalithe situé dans l'archipel des Orcades, en Écosse.

## Situation
La pierre se dresse dans un champ du village d'Hollandstoun, situé dans le sud-ouest de North Ronaldsay, l'île la plus septentrionale de l'archipel des Orcades.

## Description

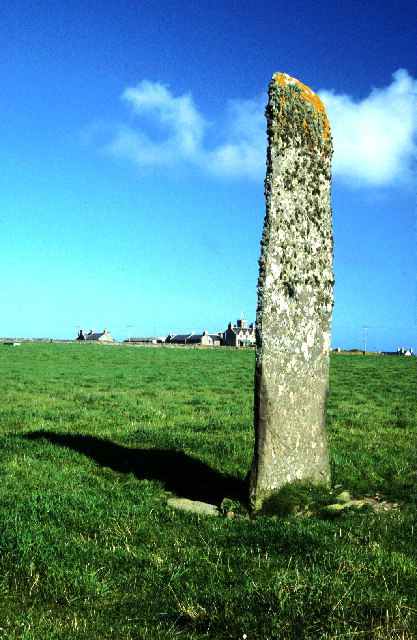
La pierre vue de profil.

Il s'agit d'un menhir, percé d'un petit trou, mesurant près de 4 m de haut et 90 cm de large.
À la fin du XVIIIe siècle, le révérend William Clouston écrit à propos de la pierre : « L'auteur a vu une cinquantaine d'habitants s'y rassembler le premier jour de l'année et danser au clair de lune, sans autre musique que leur propre chant ».
À environ deux kilomètres au sud-sud-est du menhir se trouve le broch de Burrian (en).